# ألفرد جي. كينيدي
ألفرد جي. كينيدي هو سياسي أمريكي، ولد في 13 أغسطس 1877، وتوفي في 28 يوليو 1944. نشط حزبياً في الحزب الديمقراطي. وقد انتخب عضو جمعية ولاية نيويورك ‏ وانتخب عضو مجلس ولاية نيويورك ‏.